# Jinnam Gymnasium
Jinnam Gymnasium – hala sportowa znajdująca się w mieście Yeosu, w Korei Południowej. Hala może pomieścić 4 197 widzów[niewiarygodne źródło?].
9 listopada 2019 roku w hali odbyła się gala mieszanych sztuk walki z cyklu Road FC.